# (38577) 1999 XZ10
1999 أكس زد 10 (ويعرف أيضًا باسم (38577) 1999 أكس زد 10 وفق تسمية الكوكب الصغير) (بالإنجليزية: 1999 XZ10)‏ هو كويكب ضمن حزام الكويكبات؛ وترتيبه 38577 من حيث الاكتشاف.
اكتُشف هذا الجُرم الفلكي بواسطة ماسح السماء كاتالينا في 5 ديسمبر 1999.

## وصلات خارجية
- (38577) 1999 XZ10 في قاعدة بيانات مختبر الدفع النفاث لأجرام النظام الشمسي الصغيرة

- الاكتشاف · مخطط المدار ·  العناصر المدارية · المعلمات المادية

- (38577) 1999 XZ10 على موقع ويكي سكاي: DSS2, SDSS, GALEX, IRAS, Hydrogen α, X-Ray, Astrophoto, Sky Map, Articles and images